# Culoarea părului uman

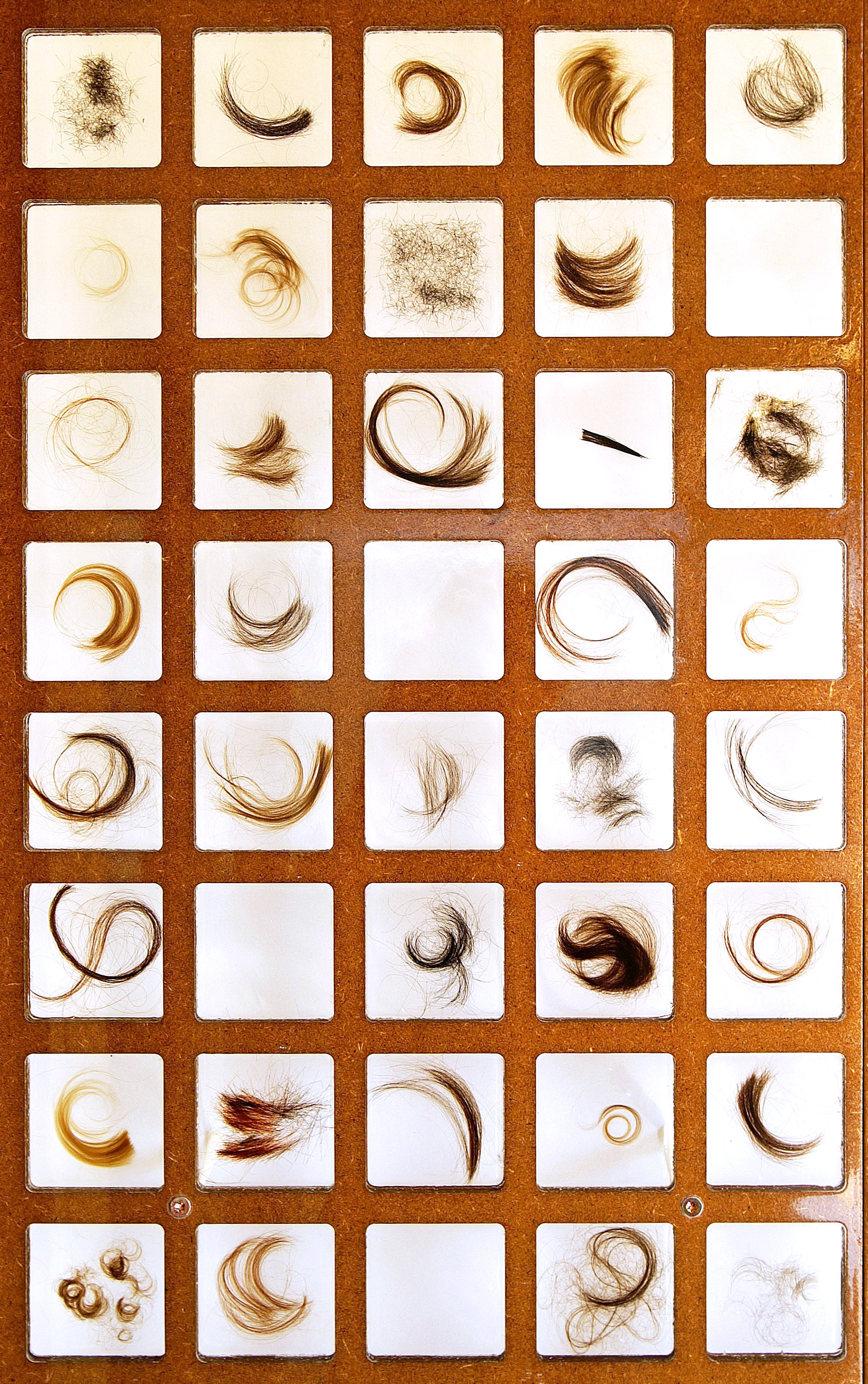

Culoarea părului variază în funcție de diferitele niveluri ale pigmentului numit melanină. La ființele umane, părul natural are, practic, următoarele culori: blond, roșcat, castaniu și negru. „Podoaba capilară” poate fi însă vopsită, practic, în toate tipurile de culori. Lipsa melaninei din părul uman determină albirea acestuia, proces ce are loc din cauza îmbătrânirii sau a unor boli, cum ar fi albinismul.

## Genetică și biochimie
Feomelanina este responsabilă de culoarea roșcată. Eumelanina, care are două tipuri (negru și brun / cafeniu închis), determină culoarea părului în funcție de concentrația sa (cu cât cantitatea de melanină este mai importantă, cu atât părul este mai închis). O slabă concentrație de eumelanină brună dă părul blond, în timp ce o concentrație mai ridicată dă părul brun (cafeniu închis). O slabă concentrație a eumelaninei negre dă părul gri, în timp ce o concentrație mai ridicată dă părul negru. Uneori, în mod abuziv, se consideră că părul gri reprezintă prezența simultană a firelor de păr albe și brune dând impresia de gri. O altă expresie răspândită și mai exactă este sare și piper.

Feomelanina este, din punct de vedere chimic, mai stabilă decât eumelanina neagră, însă mai puțin stabilă decât eumelanina brună, care se oxidează mai încet. De aceea, în timpul procesului de decolorare artificială, peroxidul de hidrogen dă părului mai închis o tentă roșcată, apoi portocalie, galbenă și în sfârșit albă.
Genetica culorii părului nu este încă stabilită în mod ferm. Potrivit unei teorii, cel puțin două perechi de gene controlează culoarea părului uman:
- un fenotip (brun / blond) are o alelă dominantă maro și o alelă recesivă blondă. O persoană cu o alelă brună are părul brun (cafeniu închis), o persoană care nu are alelă brună va fi blondă. Ceea ce explică de ce doi părinți cu părul brun pot avea un copil cu părul blond;
- celălalt fenotip (roșcat / non roșcat) are o alelă non roșcată (fapt ce inhibă sinteza feomelaninei) dominantă în timp ce alela părului roșcat este recesivă. O persoană cu două alele  roșcate va avea părul roșcat, dar va avea părul cafeniu-roșcat sau roșcat-portocaliu după cum perechea primei gene are un fenotip brun sau blond.

Acest model cu două gene nu ține totuși cont de toate nuanțele posibile de brun, blond sau roșcat (de exemplu, blond platinat versus blond închis / blond deschis), și nu explică de ce în anumite cazuri culoarea părului se închide când persoana înaintează în vârstă. Mai multe perechi de gene ar putea controla culoarea deschisă versus culoarea închisă potrivit unui efect cumulativ. Culoarea părului este într-adevăr un caracter multifactorial și genotipul unui individ poate interacționa cu mediul pentru a produce fenotipuri diferite. 
Pe de altă parte, cercetători neerlandezi au pus la punct o tehnică prin care se determină culoarea părului persoanelor cu ajutorul unui eșantion al ADN-ului lor. Această tehnică permite să se prezică cu o rată de fiabilitate de peste 90% dacă un individ este negru sau roșcat și cu 80% dacă este șaten sau blond, o distincție poate fi făcută chiar pentru blond închis, roșcat-cafeniu și blond venețian.

## Culoarea naturală a părului
La oameni, culoarea părului este dată de pigmentarea firelor de păr (a foliculilor piloși), care variază, în mod natural, prin două tipuri de melanină, eumelanina și feomelanina.
| Blond foarte deschis | Blond deschis | Roșcat | Castaniu (șaten)-roșcat | Castaniu (șaten) deschis | Castaniu (șaten) închis | Negru | Gri | Alb |

Acest tabel reprezintă culorile naturale ale părului ființele umane, care variază și în funcție de rasă și de culoarea pielii.

### Părul blond
Părul blond, variază de la castaniu deschis la blond aproape alb și este preponderent la diverse grupuri etnice, dar cel mai des se întâlnește la caucazieni (la albi), în principal la descendenții din Scandinavia, Rusia, Țările Alpine, Europa de Est, Marea Britanie.

### Părul roșcat
Părul roșcat poate dobândi o nuanță mai roșiatică sau mai portocalie. Părul roșu sau roșcat este destul de frecvent în Rusia, Marea Britanie, Scandinavia și Franța. Culoarea roșcat-portocalie („morcoveață”, „poil de carotte” în franceză) este destul de comună în țări precum:
Irlanda și Regatul Unit.

### Părul castaniu
Părul castaniu (șaten) variază de la maro deschis la aproape negru. La unele persoane părul de această culoare poate avea reflexe aurii atunci când își expun părul la soare.
Părul castaniu închis este foarte frecvent la asiatici, la negri, la amerindieni și la unele popoare caucaziene.

### Părul negru
Părul negru are maximum de melanină, fapt pentru care are o tentă albăstruie atunci când este expus la soare. Este mai frecvent la persoanele din rasa galbenă de origine asiatică, la oamenii de culoare de origine africană și la indienii din America.

### Părul gri
Părul gri este cauzat de vârstă sau de pierderea prematură de melanină ce poate apărea în adolescență sau chiar în copilărie.
Persoanele care din naștere nu au pigmentul numit melanină sunt numiți albinoși.
| Genotip        | Fenotip              |
| Aabb           | Păr blond            |
| Aabb, aaBb     | Păr roșcat           |
| AAbb,aaBB AaBb | Păr castaniu deschis |
| -------------- | -------------------- |
| AABb,AaBB      | Păr castaniu închis  |
| AABB           | Păr negru            |

## Condiții care conduc la modificarea culorii părului omenesc
- Îmbătrânirea provoacă o acromotrichie (depigmentatare a părului) care ar fi provocată de două gene Bcl2 și Bcl-w și de moartea celulelor sușă melanocitare.[4]
- Cărunțeală / Căruntețe.
- Sexul: ca regulă generală, dacă femeile au tendința  de a avea o frecvență mai scăzută la culoarea neagră a părului decât bărbații, un studiu din 2009 a scos în evidență că bărbații au o frecvență semnificativ mai ridicată de păr blond și roșcat decât femeile.[5]
- Condiții medicale: albinism, vitiligo, malnutriție, sindrom Werner, anemie pernicioasă.

## Colorarea artificială
Conform lui Clement al Alexandriei, Medeea, fiica lui Eetes din Colchida, a fost cea care a inventat vopsirea părului.

## Galerie de imagini

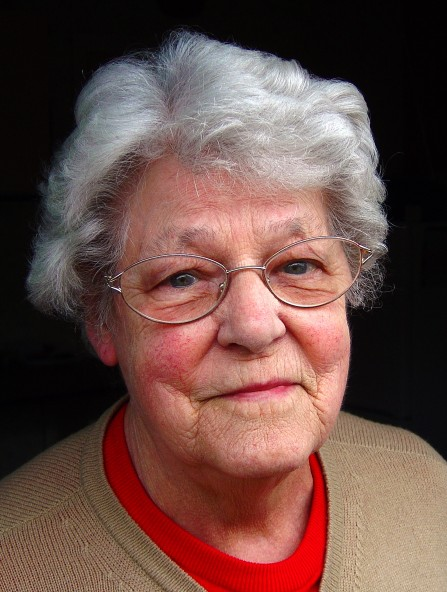
Păr alb.
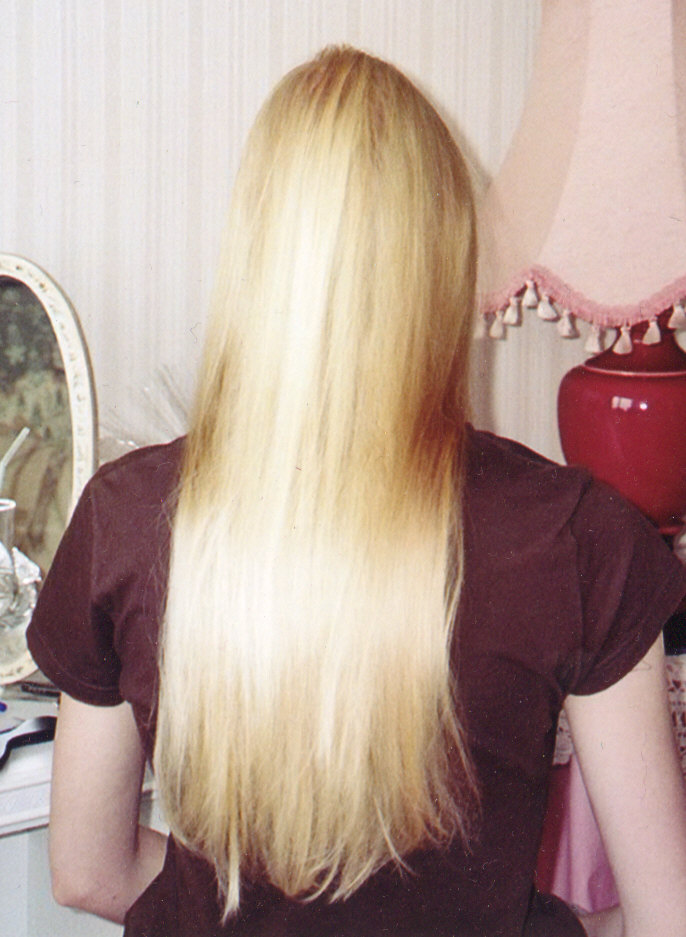
Păr blond.
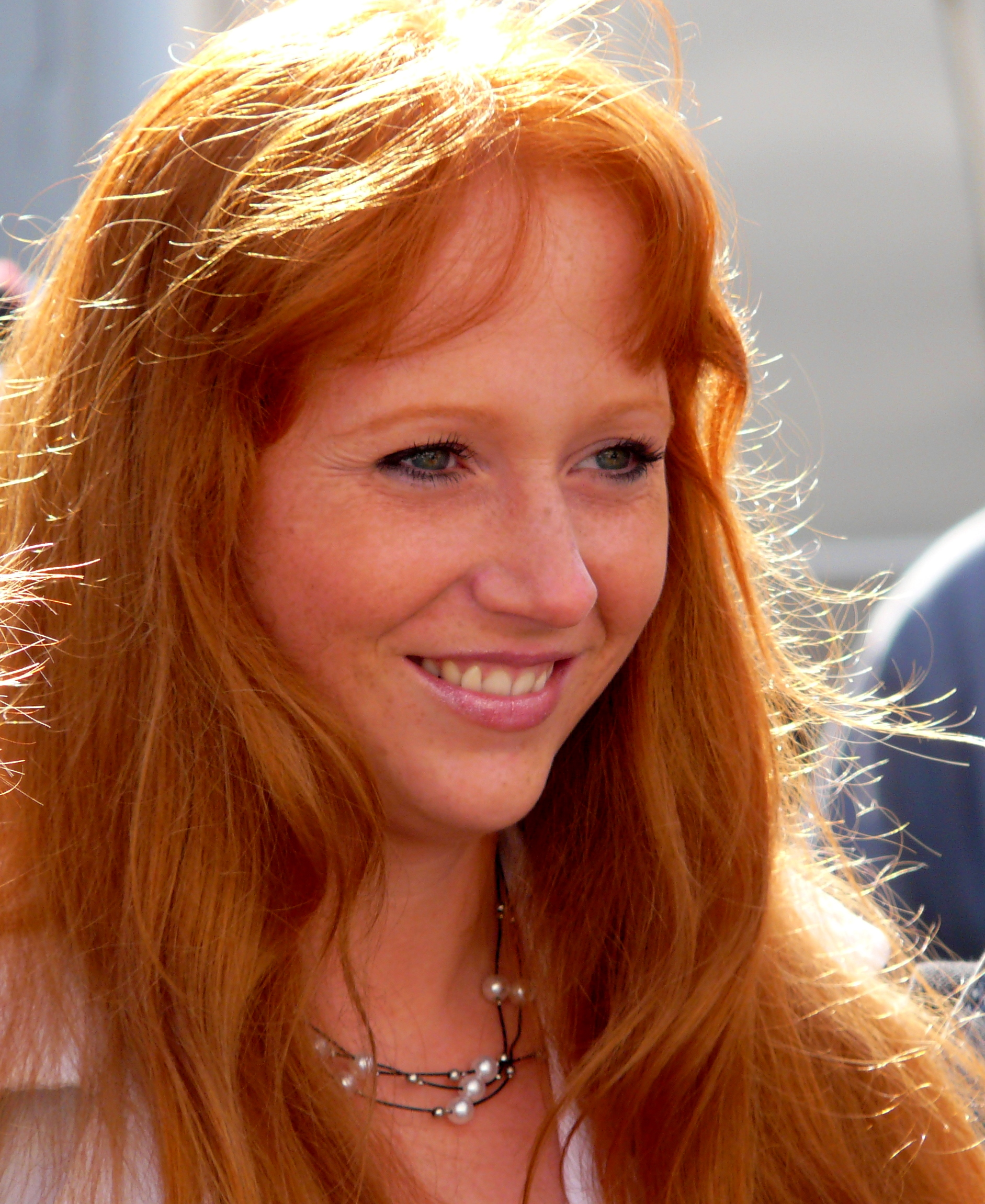
Păr roșcat.
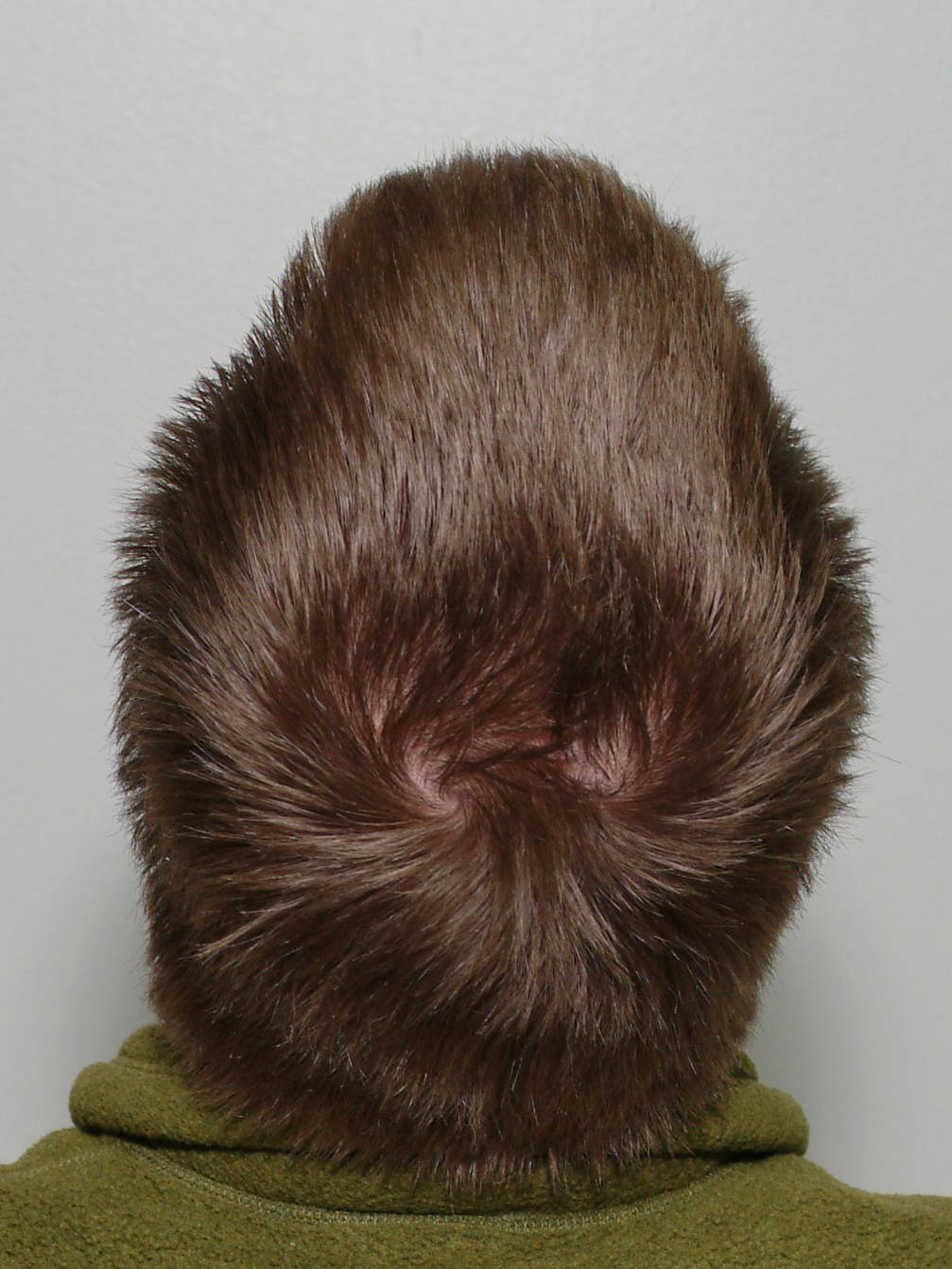
Păr castaniu deschis.
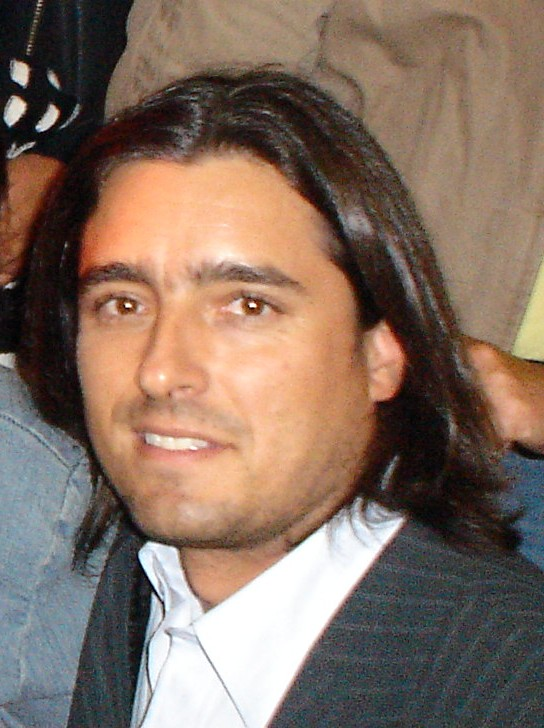
Păr castaniu închis.
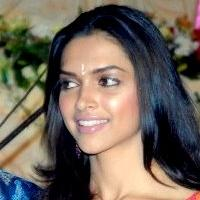
Păr negru.